# Herrarnas sprint i bancykling vid olympiska sommarspelen 2000
Herrarnas sprint i bancykling vid olympiska sommarspelen 2000 avgjordes den 20 september 2000 i Dunc Gray Velodrome.

## Medaljörer
| Event            | Guld                | Silver                     | Brons                 |
| Herrarnas sprint | Marty Nothstein USA | Florian Rousseau Frankrike | Jens Fiedler Tyskland |

## Resultat

### Kvalificeringsrunda
| Plats | Cyklist             | Land           | Tid      | Genomsnittshastighet | Kvalifikation |
| ----- | ------------------- | -------------- | -------- | -------------------- | ------------- |
| 1.    | Marty Nothstein     | USA            | 10.166 s | 70.844 km/h          | q             |
| 2.    | Laurent Gane        | Frankrike      | 10.243 s | 70.292 km/h          | q             |
| 3.    | Florian Rousseau    | Frankrike      | 10.277 s | 70.059 km/h          | q             |
| 4.    | Jens Fiedler        | Tyskland       | 10.287 s | 69.991 km/h          | q             |
| 5.    | Viesturs Bērziņš    | Lettland       | 10.343 s | 69.612 km/h          | q             |
| 6.    | Pavel Buran         | Tjeckien       | 10.370 s | 69.431 km/h          | q             |
| 7.    | Craig McLean        | Storbritannien | 10.459 s | 68.840 km/h          | q             |
| 8.    | Sean Eadie          | Australien     | 10.520 s | 68.441 km/h          | q             |
| 9.    | Darryn Hill         | Australien     | 10.526 s | 68.402 km/h          | q             |
| 10.   | Jan Lepka           | Slovakien      | 10.530 s | 68.378 km/h          | q             |
| 11.   | Jan van Eijden      | Tyskland       | 10.540 s | 68.311 km/h          | q             |
| 12.   | Jose Villanueva     | Spanien        | 10.556 s | 68.208 km/h          | q             |
| 13.   | Tomohiro Nagatsuka  | Japan          | 10.595 s | 67.957 km/h          | q             |
| 14.   | Shinichi Ota        | Japan          | 10.603 s | 67.905 km/h          | q             |
| 15.   | Anthony Peden       | Nya Zeeland    | 10.649 s | 67.612 km/h          | q             |
| 16.   | Nikolaos Angelidis  | Grekland       | 10.745 s | 67.008 km/h          | q             |
| 17.   | Julio Cesar Herrera | Kuba           | 10.893 s | 66.097 km/h          | q             |
| 18.   | Christian Arrue     | USA            | 10.903 s | 66.037 km/h          | q             |
| 19.   | Bartlomiej Saczuk   | Polen          | 11.106 s | 64.830 km/h          |               |

### Sextondelsfinaler
| Heat | Plats | Cyklist             | Land           | Tid      | Genomsnittlig hastighet | Kvalifikation |
| ---- | ----- | ------------------- | -------------- | -------- | ----------------------- | ------------- |
| 1    | 1     | Marty Nothstein     | USA            | 10.956 s | 65.717 km/h             | Q             |
| 1    | 2     | Christian Arrue     | USA            |          |                         |               |
| 2    | 1     | Laurent Gane        | Frankrike      | 11.054 s | 65.135 km/h             | Q             |
| 2    | 2     | Julio Cesar Herrera | Kuba           |          |                         |               |
| 3    | 1     | Florian Rousseau    | Frankrike      | 10.865 s | 66.268 km/h             | Q             |
| 3    | 2     | Nikolaos Angelidis  | Grekland       |          |                         |               |
| 4    | 1     | Jens Fiedler        | Tyskland       |          |                         | Q             |
| 4    | 2     | Anthony Peden       | Nya Zeeland    | DNS      |                         |               |
| 5    | 1     | Viesturs Bērziņš    | Lettland       | 11.008 s | 65.407 km/h             | Q             |
| 5    | 2     | Shinichi Ota        | Japan          |          |                         |               |
| 6    | 1     | Pavel Buran         | Tjeckien       | 11.102 s | 64.853 km/h             | Q             |
| 6    | 2     | Tomohiro Nagatsuka  | Japan          |          |                         |               |
| 7    | 1     | Jose Villanueva     | Spanien        |          |                         | Q             |
| 7    | 2     | Craig McLean        | Storbritannien | REL      |                         |               |
| 8    | 1     | Jan van Eijden      | Tyskland       |          |                         | Q             |
| 8    | 2     | Sean Eadie          | Australien     | REL      |                         |               |
| 9    | 1     | Darryn Hill         | Australien     | 10.938 s | 65.826 km/h             | Q             |
| 9    | 2     | Jan Lepka           | Slovakien      |          |                         |               |

#### Första uppsamlingen
| Heat | Plats | Cyklist             | Land           | Tid      | Genomsnittlig hastighet | Kvalifikation |
| ---- | ----- | ------------------- | -------------- | -------- | ----------------------- | ------------- |
| 1    | 1     | Christian Arrue     | USA            | 11.186 s | 64.366 km/h             | Q             |
| 1    | 2     | Jan Lepka           | Slovakien      |          |                         |               |
| 1    | 3     | Tomohiro Nagatsuka  | Japan          |          |                         |               |
| 2    | 1     | Craig McLean        | Storbritannien | 10.951 s | 65.747 km/h             | Q             |
| 2    | 2     | Shinichi Ota        | Japan          |          |                         |               |
| 2    | 3     | Julio Cesar Herrera | Kuba           |          |                         |               |
| 3    | 1     | Sean Eadie          | Australien     | 11.805 s | 60.991 km/h             | Q             |
| 3    | 2     | Nikolaos Angelidis  | Grekland       |          |                         |               |

### Åttondelsfinaler
| Heat | Plats | Cyklist          | Land           | Tid      | Genomsnittshastighet | Kvalifikation |
| ---- | ----- | ---------------- | -------------- | -------- | -------------------- | ------------- |
| 1    | 1     | Marty Nothstein  | USA            | 10.799 s | 66.673 km/h          | Q             |
| 1    | 2     | Sean Eadie       | Australien     |          |                      |               |
| 2    | 1     | Laurent Gane     | Frankrike      | 11.049 s | 65.164 km/h          | Q             |
| 2    | 2     | Craig McLean     | Storbritannien |          |                      |               |
| 3    | 1     | Florian Rousseau | Frankrike      | 10.906 s | 66.019 km/h          | Q             |
| 3    | 2     | Christian Arrue  | USA            |          |                      |               |
| 4    | 1     | Jens Fiedler     | Tyskland       | 10.682 s | 67.403 km/h          | Q             |
| 4    | 2     | Darryn Hill      | Australien     |          |                      |               |
| 5    | 1     | Jan van Eijden   | Tyskland       | 10.682 s | 67.403 km/h          | Q             |
| 5    | 2     | Viesturs Bērziņš | Lettland       |          |                      |               |
| 6    | 1     | Jose Villanueva  | Spanien        | 11.382 s | 63.236 km/h          | Q             |
| 6    | 2     | Pavel Buran      | Tjeckien       |          |                      |               |

#### Andra uppsamlingen
| Heat | Plats | Cyklist          | Land           | Tid      | Genomsnittlig hastighet | Kvalifikation |
| ---- | ----- | ---------------- | -------------- | -------- | ----------------------- | ------------- |
| 1    | 1     | Sean Eadie       | Australien     | 11.414 s | 63.080 km/h             | Q             |
| 1    | 2     | Pavel Buran      | Tjeckien       |          |                         |               |
| 1    | 3     | Darryn Hill      | Australien     |          |                         |               |
| 2    | 1     | Craig McLean     | Storbritannien | 11.108 s | 64.818 km/h             | Q             |
| 2    | 2     | Viesturs Bērziņš | Lettland       |          |                         |               |
| 2    | 3     | Christian Arrue  | USA            |          |                         |               |

#### Klassificering 9-12
| Plats | Cyklist          | Land       | Tid      | Genomsnittlig hastighet |
| ----- | ---------------- | ---------- | -------- | ----------------------- |
| 1     | Pavel Buran      | Tjeckien   | 11.078 s | 64.994 km/h             |
| 2     | Viesturs Bērziņš | Lettland   |          |                         |
| 3     | Christian Arrue  | USA        |          |                         |
| 4     | Darryn Hill      | Australien | DNS      |                         |

### Kvartsfinaler
| Heat | Plats | Cyklist          | Land           | Tid 1    | Tid 2    | Decider | Kvalifikation |
| ---- | ----- | ---------------- | -------------- | -------- | -------- | ------- | ------------- |
| 1    | 1     | Marty Nothstein  | USA            | 10.888 s | 10.973 s |         | Q             |
| 1    | 2     | Craig McLean     | Storbritannien |          |          |         |               |
| 2    | 1     | Laurent Gane     | Frankrike      | 10.648 s | 10.833 s |         | Q             |
| 2    | 2     | Sean Eadie       | Australien     |          |          |         |               |
| 3    | 1     | Florian Rousseau | Frankrike      | 10.744 s | 10.781 s |         | Q             |
| 3    | 2     | Jose Villanueva  | Spanien        |          |          |         |               |
| 4    | 1     | Jens Fiedler     | Tyskland       | 10.966 s | 10.904 s |         | Q             |
| 4    | 2     | Jan van Eijden   | Tyskland       |          |          |         |               |

#### Klassificering 5-8
| Plats | Cyklist         | Land           | Tid      | Genomsnittlig hastighet |
| ----- | --------------- | -------------- | -------- | ----------------------- |
| 1     | Jan van Eijden  | Tyskland       | 11.040 s | 65.217 km/h             |
| 2     | Jose Villanueva | Spanien        |          |                         |
| 3     | Sean Eadie      | Australien     |          |                         |
| 4     | Craig McLean    | Storbritannien |          |                         |

### Semifinaler
| Heat | Plats | Cyklist          | Land      | Tid 1    | Tid 2    | Decider  | Kvalifikation |
| ---- | ----- | ---------------- | --------- | -------- | -------- | -------- | ------------- |
| 1    | 1     | Marty Nothstein  | USA       | 10.930 s | 10.903 s |          | Q             |
| 1    | 2     | Jens Fiedler     | Tyskland  |          |          |          |               |
| 2    | 1     | Florian Rousseau | Frankrike |          | 10.877 s | 11.536 s | Q             |
| 2    | 2     | Laurent Gane     | Frankrike | 10.822 s |          |          |               |

### Finaler

#### Bronsmatch
| Plats | Cyklist      | Land      | Tid 1    | Tid 2    | Decider |
| ----- | ------------ | --------- | -------- | -------- | ------- |
| 1     | Jens Fiedler | Tyskland  | 10.732 s | 10.918 s |         |
| 2     | Laurent Gane | Frankrike |          |          |         |

#### Guldmatch
| Plats | Cyklist          | Land      | Tid 1    | Tid 2    | Decider |
| ----- | ---------------- | --------- | -------- | -------- | ------- |
| 1     | Marty Nothstein  | USA       | 10.874 s | 11.066 s |         |
| 2     | Florian Rousseau | Frankrike |          |          |         |